# Elección municipal de San Miguel de 2006
La elección municipal de San Miguel de 2006 se llevó a cabo el 12 de marzo de 2006, en esta elección se eligió al alcalde de San Miguel en El Salvador para el período de los años 2006-2009 y a su concejo municipal. El resultado de la elección fue la victoria del candidato Will Salgado del partido PCN, su segunda reelección consecutiva, ya que gobernó el municipio desde 2000.